# トータルベネフィット

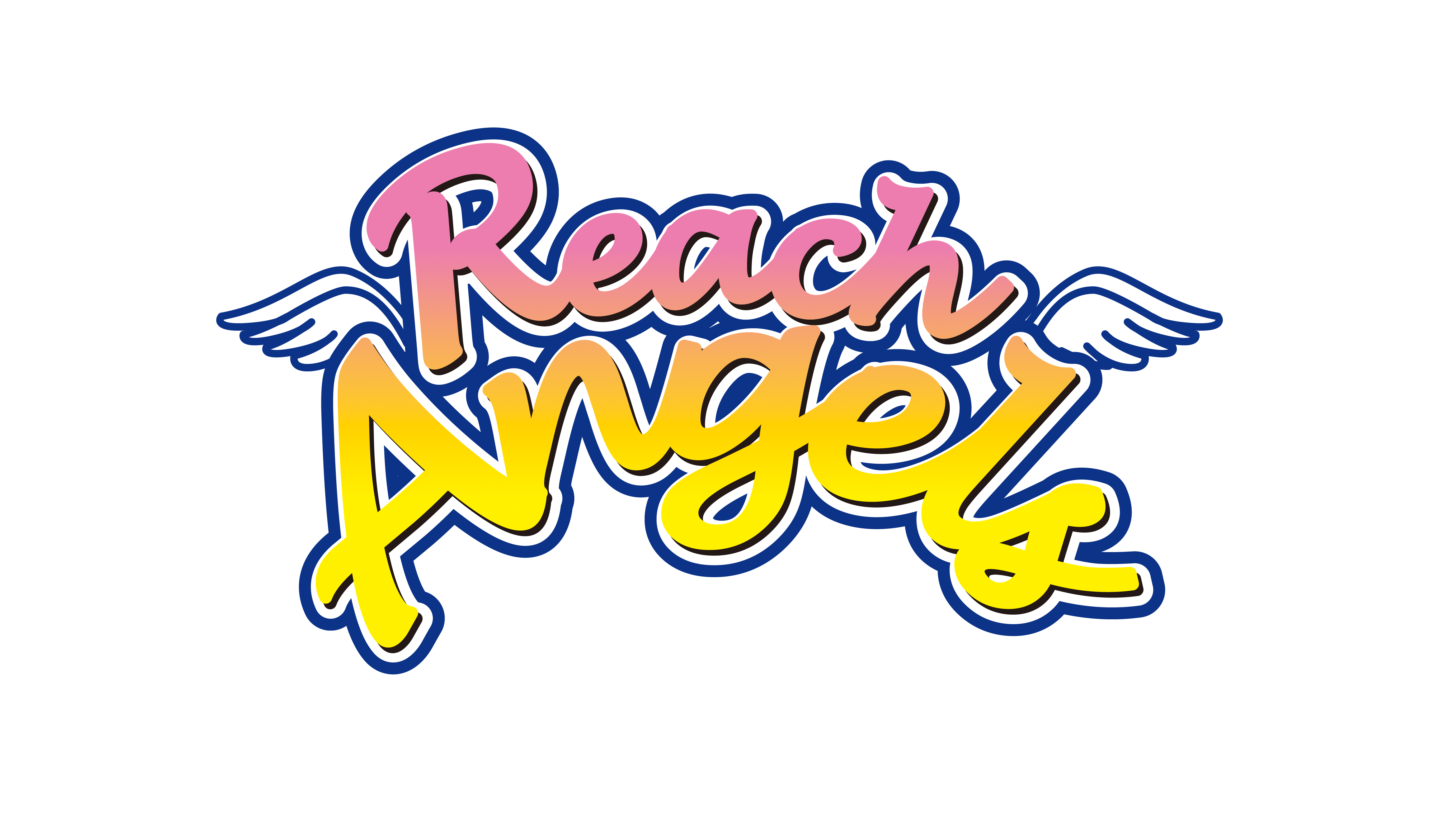

株式会社トータルベネフィット（TOTAL BENEFIT inc.）は、東京都港区東麻布に本社を持つ日本の芸能事務所である。

## 概要
- 2003年4月設立。タレント・モデル・レースクイーンのマネージメントのみならず、『銀玉王』などテレビ番組の企画・制作、パチンコホールなどにおけるイベントの企画・制作・運営など、幅広い事業を展開している。東京のほか、大阪や名古屋オフィスがある。
- かつてはプラチナムプロダクション、ハイタイド、フェイスネットワークと共に芸能人女子フットサルチーム『ZENT sweeties』を運営していた。
- 関連会社に小野さゆりや桃原美奈などが所属する『イー・スマイル』がある。
- 2011年6月では港区赤坂に本社を構えていたが、同年7月より現在地に移転した。

## 社名の由来
全てのヒトに対し、BENEFIT（恩恵・利益）を生み出す
「究極のエンターテイメント」を目指し、人・本気・成長・感謝の4つの精神を柱とする。
究極のエンターテイメントとは、全ての人がそこに価値を見いだせる事と我々は考えます。

## 事業所
- 東京本社：東京都港区東麻布 1-25-5 VORT麻布イースト8F
- 大阪支社：大阪府大阪市中央区南船場 4-4-10 辰野心斎橋ビル 7-D
- 名古屋支社：愛知県名古屋市中区丸の内 3-18-22 フェイマス丸の内ビル 5F

## 所属
東京本社・大阪支社・名古屋支社それぞれに所属リーチエンジェルがいる。

### 東京本社所属
- PS嬢あいみん
- ペカ嬢あいみん
- ペカ子
- 亜由未
- 星井彩花
- 渚えりな
- 梁愛美
- 七瀬みお
- 葛西みお
- 黒崎なな

### 大阪支社所属
- 南風せりか
- 西澤未希
- 桃原ひかり
- 斎藤あや
- 原ゆずな
- 鳳ゆま
- 葵かほ
- 波月美咲
- 望月リア
- 川咲れい
- 葛城くるみ
- 板野春菜
- 伊吹るな
- 山本まお
- 朝比奈めぐみ
- 石垣のあ
- 水野りりな
- 森あかね
- 如月かんな
- 雛森れな
- 湊れいか
- 高畠薫

### 名古屋支社所属
- 安藤みく
- 木村まりん
- 寿早姫
- 七條さとみ
- 白井ゆかり
- 平沢ゆな
- 七海かんな
- 槙野もえ

## 過去に所属していたタレント
- 上原やよい（→引退）
- 中野小百合（フレッシュプロモーションに移籍→中野吏深に改名）
- 丸山純（サムデイプロモーションに移籍→小野りかに改名）
- 小林葵依（ウィッシュプロモーションに移籍→稲本佑生に改名）
- 月野碧（→引退）
- 柚崎明日香（NASAエンターテインメントに移籍→岸明日香に改名）
- 杉澤美来
- 小倉さやか
- MAMI
- 水野梨絵
- 伊藤成子
- 福嶋奈々子
- 松田唯
- 大崎莉央奈
- もりしまりお
- 白石綾菜
- 結城りこ